# No Surrender (gäng)
No Surrender är en internationell motorcykelklubb med säte i regionen Holland i Nederländerna. No Surrender grundades av Klaas Otto 2013, och påstod sig 2014 ha 
haft över 600 medlemmar, och 2018 över 900 medlemmar. Ledarna är främst av nederländskt ursprung.
Den 16 februari 2016 meddelade Otto att han lämnade klubben.
Under 2014 rapporterades tre medlemmar av gruppen att ha rest till Irak för att slåss tillsammans med kurdiska styrkor mot den islamiska staten i Irak och Syrien, en handling som inte i sig är ett brott, enligt myndigheterna i Nederländerna.
I juni 2015 tillkännagavs att en av de som varit krigsfrivilliga, Nomad Ron, hade dött i en trafikolycka hemma i Nederländerna.
Den 13 januari 2017 slog polisen till mot klubbhuset i Emmen, efter misstankar om att det användes som en handelsplats för hårda och mjuka droger.

## No Surrender Mc Sweden
Den 22 januari 2020 bombades en trappuppgång i stadsdelen Hageby i Norrköping där en svensk No Surrender-medlem bodde. Enligt P4 Östergötland placerades laddningen vid fel lägenhet. Den 5 december 2019 sköts två män till döds utanför nattklubbarna Hugo & Puls i Norrköping. De misstänka åtalades under 2021, och hade alla kopplingar till No surrender.